# Тихонов, Юрий Александрович
Ю́рий Алекса́ндрович Ти́хонов (10 октября 1925, Ростов-на-Дону — 28 июня 2021, Москва) — советский и российский историк, историограф. Доктор исторических наук. Участник Великой Отечественной войны. Был последним живым участником Великой Отечественной войны среди сотрудников Института истории СССР АН СССР (ныне Института российской истории РАН).
Учёный секретарь Института истории СССР и Отделения истории АН СССР. Научный сотрудник ИРИ РАН.

## Биография
Из рабочих. Воевал в Великую Отечественную войну.
В 1951 году окончил Московский государственный историко-архивный институт (МГИАИ).
В 1954 году защитил кандидатскую диссертацию «Рынок Устюга Великого в 50-е — 70-е годы XVII века». Ю. А. Тихонов продолжил работу над этой темой и в 1960 году опубликовал в соавторстве с А. Ц. Мерзоном фундаментальный обобщающий труд «Рынок Устюга Великого в период складывания всероссийского рынка (XVII век)».
В 1973 году защитил докторскую диссертацию «Феодальная рента в помещичьих имениях России в XVII — начале XVIII вв.» В следующем году материалы диссертации были изданы отдельной книгой.
Будучи на пенсии, скончался от ковида.

## Награды и премии
28 сентября 2007 года в Москве в конференц-зале Президиума РАН (Нескучный дворец) состоялась торжественная церемония вручения «Макариевских премий» — премий памяти митрополита Московского и Коломенского Макария (Булгакова) за 2006—2007 годы. По номинации «История России» Ю. А. Тихонову была вручена третья премия за труд «Дворянская усадьба и крестьянский двор в России 17 и 18 веков: сосуществование и противостояние». Премию вручил президент Российской Академии Наук академик Ю. С. Осипов.

## Сочинения

### Книги
- Мерзон А. Ц., Тихонов Ю. А. Рынок Устюга Великого в период складывания всероссийского рынка (XVII век). — М.: Изд-во АН СССР, 1960. — 720 с.
- Тихонов Ю. А. Помещичьи крестьяне в России: Феодальная рента в XVII — начале XVIII в. — Институт истории СССР АН СССР. — М.: Наука, 1974. — 336 с.
- Буганов В. И., Преображенский А. А., Тихонов Ю. А. Эволюция феодализма в России: Социально-экономические проблемы. — М.: Мысль, 1980. — 344 с.
- Тихонов Ю. А. Дворянская усадьба и крестьянский двор в России XVII—XVIII веков: Сосуществование и противостояние. — М.: Летний сад, 2005. — 448 с. — 1000 экз. — ISBN 5-94381-129-X.
- Тихонов Ю. А. Мир вещей в московских и петербургских домах сановного дворянства. — М.: Кучково поле, 2008. — 360 с. — 3000 экз. — ISBN 978-5-9950-0002-0.
- Тихонов Ю. А. Мир вещей в московских и петербургских домах сановного дворянства (по новым источникам первой половины XVIII в.) / Рецензенты: д. и. н. Я. Е. Водарский, д. и. н. Е. Н. Марасинова; Институт российской истории РАН. — Изд. 2-е, испр. и доп. — М.: Кучково поле, 2011. — 400 с. — 150 экз. — ISBN 978-5-9950-0178-2.

### Статьи
- Отписные и отказные книги Поместного приказа как источник о боярских и дворянских владениях Московского уезда XVII — начала XVIII в. // Археографический ежегодник за 1968 год. — М.: Наука, 1970. — С. 142—148.
- Проблемы формирования всероссийского рынка в современной советской историографии // Актуальные проблемы истории России эпохи феодализма. — М., 1970.
- Съезды Всероссийского общества охраны памятников истории и культуры // Вопросы истории. 1984. № 10.
- Дворянская сельская усадьба близ Москвы и Санкт-Петербурга в XVIII в. // Отечественная история. 1998. № 2.